# Valdemar Birksø
Valdemar Birksø Thorsen (* 17. März 2001 in Brande) ist ein dänischer Fußballtorwart, der beim Fredrikstad FK unter Vertrag steht.

## Karriere

### Jugend
Birksø startete seine fußballerische Laufbahn bei seinem Heimatklub Brande IF, wo er allerdings anfangs noch als Verteidiger agierte. Nachdem er als Torwart überzeugen konnte, wechselte er im Alter von 15 Jahren zum FC Midtjylland. Für den dänischen Spitzenklub absolvierte er 22 Spiele in der höchsten U17-Klasse sowie 43 Spiele in der höchsten U19-Klasse. Außerdem machte er bei Midtjylland erste Erfahrungen im internationalen Fußball: Für die U19 des Klubs absolvierte Birksø acht Spiele in der UEFA Youth League.

### Erste Profistation bei Fredericia
Nachdem er für Midtjylland im Oktober 2020 erstmals in den Spieltagskader berufen wurde, beim Champions-League-Spiel gegen den FC Liverpool blieb er ohne Einsatz, wechselte Birksø im Sommer 2022 zunächst auf Leihbasis für ein Jahr zum FC Fredericia in die zweithöchste Spielklasse Dänemarks. Dort feierte er am 23. Juli 2022, dem 1. Spieltag, sein Debüt. Das 2:2 gegen den Nykøbing FC war zugleich sein Debüt im Herrenfußball. Nach einer erfolgreichen ersten Saison, in der er alle 32 Ligaspiele über die volle Distanz absolvierte, einigten sich beide Vereine auf eine Verlängerung der Leihe um ein Jahr. Im September 2023 musste Birksø bei der Begegnung bei Kolding IF verletzungsbedingt ausgewechselt werden. Untersuchungen ergaben, dass er sich einen Kreuzbandriss zugezogen hatte und somit bis zu einem Jahr aussetzen musste. Für die Reha kehrte er im Dezember 2023 zu Midtjylland zurück.
Nach der erfolgreichen Reha verabschiedete sich Birksø im Sommer 2024 von Midtjylland und wechselte fest zu Fredericia. Nachdem sich Birksø wieder als Stammtorhüter etablieren konnte und in 15 Ligaspielen sieben Mal ohne Gegentor blieb, gab der norwegische Erstligist Fredrikstad FK im Januar 2025 die Verpflichtung des Torhüters bekannt. Für die Rückrunde wurde Birksø aber direkt zurück nach Fredericia verliehen, um mit seinem Team den Aufstieg in die Superliga klarzumachen. Am 9. Mai 2025 konnte Fredericia mit Birksø nach 24 Jahren die zweite Liga verlassen. Durch den eigenen Sieg und gleichzeitig den Patzer von AC Horsens feierte man den erstmaligen Aufstieg ins dänische Oberhaus.

### Erste Auslandsstation bei Fredrikstad FK
Im Sommer 2025 stieg Birksø bei Fredrikstad ein. Nach dem Wechsel seines Landsmannes Jonathan Fischer zum FC Metz wurde die Stammtorhüterpostion frei. Im ersten Spiel nach dem Weggang stand Birksø gleich in der Startelf und rettete seiner Mannschaft mit einigen starken Paraden, einen Punkt beim 0:0 gegen Tromsø IL und wurde ebenfalls zum Spieler des Spiels gewählt. Allerdings zog er sich bei seinem Debüt für den FFK, direkt eine Muskelverletzung an der Vorderseite seines Oberschenkels zu, sodass er für einen längeren Zeitraum pausieren musste.